# Sobarocephala setipes
Sobarocephala setipes är en tvåvingeart som beskrevs av Axel Leonard Melander och Argo 1924. Sobarocephala setipes ingår i släktet Sobarocephala och familjen träflugor. Inga underarter finns listade i Catalogue of Life.